# Municipio Metropolitano de Nelson Mandela Bay
El Municipio Metropolitano de Nelson Mandela Bay es uno de los ocho Municipios Metropolitanos (o "Categoría A") de Sudáfrica. 
Está situado en las costas de la bahía de Algoa y comprende a la ciudad de Port Elizabeth.
El nombre fue escogido en honor a Nelson Mandela, primer presidente electo de Sudáfrica tras la caída del apartheid.